# Vignieu
Vignieu és un municipi francès situat al departament de la Isèra i a la regió d'Alvèrnia-Roine-Alps. L'any 2007 tenia 845 habitants.

## Demografia

### Població
El 2007 la població de fet de Vignieu era de 845 persones. Hi havia 297 famílies de les quals 64 eren unipersonals (30 homes vivint sols i 34 dones vivint soles), 79 parelles sense fills, 143 parelles amb fills i 11 famílies monoparentals amb fills.
La població ha evolucionat segons el següent gràfic:
Habitants censats

### Habitatges
El 2007 hi havia 375 habitatges, 309 eren l'habitatge principal de la família, 50 eren segones residències i 15 estaven desocupats. 366 eren cases i 8 eren apartaments. Dels 309 habitatges principals, 270 estaven ocupats pels seus propietaris, 33 estaven llogats i ocupats pels llogaters i 7 estaven cedits a títol gratuït; 7 tenien dues cambres, 25 en tenien tres, 72 en tenien quatre i 206 en tenien cinc o més. 273 habitatges disposaven pel capbaix d'una plaça de pàrquing. A 97 habitatges hi havia un automòbil i a 197 n'hi havia dos o més.

### Piràmide de població
La piràmide de població per edats i sexe el 2009 era:
| Homes | Edats   | Dones |
| ----- | ------- | ----- |
| 0     | 95 o +  | 0     |
| 0     | 90 a 94 | 0     |
| 4     | 85 a 89 | 0     |
| 4     | 80 a 84 | 4     |
| 16    | 75 a 79 | 28    |
| 20    | 70 a 74 | 24    |
| 8     | 65 a 69 | 12    |
| 8     | 60 a 64 | 8     |
| 24    | 55 a 59 | 8     |
| 12    | 50 a 54 | 24    |
| 36    | 45 a 49 | 16    |
| 20    | 40 a 44 | 28    |
| 52    | 35 a 39 | 28    |
| 24    | 30 a 34 | 44    |
| 20    | 25 a 29 | 8     |
| 24    | 20 a 24 | 4     |
| 20    | 15 a 19 | 16    |
| 24    | 10 a 14 | 24    |
| 40    | 5 a 9   | 40    |
| 28    | 0 a 4   | 24    |

## Economia
El 2007 la població en edat de treballar era de 557 persones, 414 eren actives i 143 eren inactives. De les 414 persones actives 385 estaven ocupades (218 homes i 167 dones) i 29 estaven aturades (11 homes i 18 dones). De les 143 persones inactives 57 estaven jubilades, 56 estaven estudiant i 30 estaven classificades com a «altres inactius».

### Ingressos
El 2009 a Vignieu hi havia 323 unitats fiscals que integraven 887 persones, la mediana anual d'ingressos fiscals per persona era de 19.619 €.

### Activitats econòmiques
Dels 19 establiments que hi havia el 2007, 6 eren d'empreses de construcció, 2 d'empreses de comerç i reparació d'automòbils, 1 d'una empresa de transport, 3 d'empreses d'hostatgeria i restauració, 1 d'una empresa financera, 1 d'una empresa immobiliària, 3 d'empreses de serveis i 2 d'empreses classificades com a «altres activitats de serveis».
Dels 5 establiments de servei als particulars que hi havia el 2009, 1 era una lampisteria, 2 electricistes, 1 restaurant i 1 saló de bellesa.
L'any 2000 a Vignieu hi havia 25 explotacions agrícoles que ocupaven un total de 481 hectàrees.

## Equipaments sanitaris i escolars
El 2009 hi havia una escola elemental.

## Poblacions més properes
El següent diagrama mostra les poblacions més properes.